# Coupe Memorial 1948
Navigation
Édition précédente Édition suivante
La finale de l'édition 1948 de la Coupe Memorial est présentée au Maple Leaf Gardens de Toronto, en Ontario et est disputé entre le vainqueur du Trophée George T. Richardson, remis à l'équipe championne de l'est du Canada et le vainqueur de la Coupe Abbott remis au champion de l'ouest du pays.

## Équipes participantes
- Les Flyers de Barrie de l'Association de hockey de l'Ontario, en tant que champion du Trophée George T. Richardson.
- Les Bruins de Port Arthur West End de la Ligue de hockey junior A de Thunder Bay en tant que vainqueur de la Coupe Abbott.

### Résultats
| Match | Vainqueur                      | Résultat | Perdant          | Lieu                         |
| ----- | ------------------------------ | -------- | ---------------- | ---------------------------- |
| 1     | Bruins de Port Arthur West End | 10-8     | Flyers de Barrie | Maple Leaf Gardens (Toronto) |
| 2     | Bruins de Port Arthur West End | 8-1      | Flyers de Barrie | Maple Leaf Gardens           |
| 3     | Bruins de Port Arthur West End | 5-4      | Flyers de Barrie | Maple Leaf Gardens           |
| 4     | Bruins de Port Arthur West End | 9-8      | Flyers de Barrie | Maple Leaf Gardens           |

## Effectifs
Voici la liste des joueurs des Bruins de Port Arthur West End, équipe championne du tournoi 1948 :
- Entraîneur : Ed Lauzon
- Joueurs : Fred Baccari, Barton Bradley, Lorne Chabot Jr., Alf Childs, Dave Creighton, Pete Durham, Bob Fero, Bert Fonso, Allen Forslund, Art Harris, Bill Johnson, Danny Lewicki, Rudy Migay, Norval Olsen, Ben Wiot, Rob Wrightsell, Jerry Zager.